# Nationaal park Tara
Nationaal park Tara (Servisch: Nacionalni park Tara/ Национални парк Тара) is een nationaal park in Servië, aan de grens met Bosnië-Herzegovina. Het park werd opgericht in 1981 en is 192 vierkante kilometer groot. Het landschap bestaat uit bergen rond de Tara, meren en bossen. Het park grenst aan het in 2017 opgerichte Nationaal park Drina in de Republiek Srpska in Bosnië-Herzegovina. Sinds 2021 zijn de bosgebieden Rača en Zvezda UNESCO-Werelderfgoed (Oude en voorhistorische beukenbossen van de Karpaten en andere regio's van Europa).